# Crepidochetus debilis
Crepidochetus debilis är en tvåvingeart som först beskrevs av Walker 1859.  Crepidochetus debilis ingår i släktet Crepidochetus och familjen skridflugor. Inga underarter finns listade i Catalogue of Life.